# Port Erin

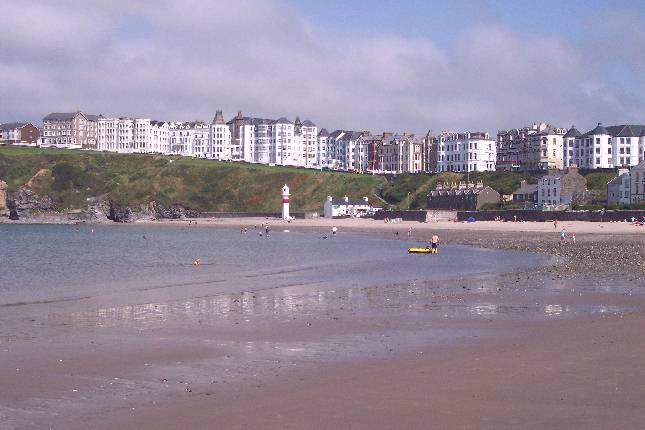
Panorama di Port Erin

Port Erin è una località turistica dell'Isola di Man, situata nell'estremità meridionale dell'isola. 
Nel 2001 la sua popolazione era di 3.369 abitanti. 
Tra i suoi residenti vi è stato per diversi anni il pilota di Formula Uno inglese Nigel Mansell.